# 張大枏
張大枏（1821年12月27日—1862年），字夢錫，號幼涵，陝西延安府膚施縣人，行一，道光二十九年己酉科本省鄉試中式第十四名舉人，道光三十年庚戌科會試中式第七十一名，覆試二等第九名，殿試二甲六十四名，朝考二等第七名，欽點翰林院庶吉士，官至翰林院編修，國史館協修。西陲亂起，君上大府，論賊勢軍情不能用，憤鬱致死，以積勞病故予三品卿銜。
同治五年，教案起，其西安城內故宅為洋教徒看中，迫使其寡母孔氏強賣遷出後霸佔為教堂。